# Acontia discoidea
Acontia discoidea là một loài bướm đêm trong họ Noctuidae.